# Randweg Dordrecht
De Randweg, ook wel Randweg Dordrecht genoemd, is een weg in de gemeente Dordrecht en onderdeel van rijksweg N3. Hij staat als Randweg Dordrecht aangeduid op de bewegwijzering van het Nederlandse Rijkswegennet. De Randweg is dat deel van de N3 dat loopt van de Merwedebrug tot aan de aansluiting met de A16.
Van de Wantijbrug tot aan de A16 heeft de Randweg de status van autoweg met een maximumsnelheid van 100 kilometer per uur. Ten noorden van de Wantijbrug is de Randweg geen autoweg maar een 'gewone' buiten de bebouwde kom gelegen weg, hoewel ook dat deel uitgevoerd is als weg met gescheiden rijbanen. Dit is vooral gedaan omdat op de Merwedebrug de rijbanen aan de smalle kant zijn en er geen vluchtstroken zijn. Langzaam gemotoriseerd verkeer zoals tractoren mogen ook van de brug gebruikmaken.
Almelo · Almere · Alkmaar · Alphen aan den Rijn · Apeldoorn · Assen · Barendrecht · Bergen op Zoom · Den Haag · Dordrecht · Eindhoven · Enschede · Groningen · 's-Hertogenbosch · Hilversum · Hoofddorp · Houten · Leeuwarden · Oud-Beijerland · Parkstad Limburg · Sneek · Tilburg · Utrecht · Weert · Zoetermeer · Zwolle

Ringwegen geheel uitgevoerd als autosnelweg: Amsterdam · Rotterdam

Opgeheven: Maastricht